# Théophile Bourbousson
Théophile Eugène Bourbousson est un homme politique français né le 6 juillet 1811 à Gigondas (Vaucluse) et décédé le 27 septembre 1864 à Séguret (Vaucluse).

## Biographie
Théophile Eugène Bourbousson naît le 6 juillet 1811 à Gigondas. Il est le fils de Jean Pierre Benoît Bourbousson, propriétaire, et de son épouse, Marie Justine Meynard.
Après des études de médecine à la faculté de Paris, menées jusqu'au doctorat, il intègre l'Ancien établissement thermal de Montmirail. 
En 1845 et 1846, une guerre éditoriale fait rage entre Avignon et Carpentras, dans les journaux vauclusiens, notamment dans l'Industriel de Vaucluse, puis s'étend au niveau national. Alors que le Théâtre d'Avignon est victime d'un incendie à la même époque, le journal satirique le Charivari publie plusieurs pamphlets contre les villes de province, dont Avignon, n'étant pas supposé être capable d'avoir de tels théâtres. Lassé de ses moqueries à répétitions, Théophile Bourbousson finit par provoquer en duel, l'un des journalistes du journal le Charivari, en 1848.
Il meurt le 27 septembre 1864 à Séguret, en sa maison de la Font-de-Jonquier. 

## Carrière politique
Élu député de Vaucluse en avril 1848, il est réélu en mai 1849. Durant son premier mandat, il était l'un des membres du comité de l'agriculture et du crédit foncier. 

## Distinction
- Chevalier de la Légion d'honneur (décret du 26 juillet 1851)[5]

## À voir aussi